# Exit (ekonomika)
Exit je ekonomický termín označující opuštění budoucích transakcí. Příklady exitů jsou například firmy, které uzavírají takové smlouvy o transakcích ve kterých je zakotveno, že je mohou opustit.[zdroj?]